# William Henry Hunt
William Henry Hunt (1790 i London – 10. februar 1864 sammesteds) var en engelsk maler.
Hunt, der var elev af John Varley og fra 1808 af Akademiet, nød stor anseelse, især i akvarelfaget. Han malede landskaber (især fra Hastings, hans hjem), figurer, frugter, blomster etc. og udstillede fra 1827 til stadighed i Royal Society of Water-colours, undertiden 20—30 billeder i ét år, trods mængden dygtigt og frisk gennemførte. Han udførte også mange humoristiske tegninger.